# Der Krieg und ich
Der Krieg und ich ist eine Kinder- und Jugendserie aus dem Jahr 2019, die den Zweiten Weltkrieg in acht Folgen aus der Sicht von Kindern verschiedener europäischer Länder zeigt. Die europäische Koproduktion lief in Deutschland ab dem 31. August 2019 im Kinderkanal KiKA an, in Polen wurde die Serie unter dem Titel Wojna i ja und auf arte unter dem Titel Les enfants courage ab dem 1. September gezeigt. Der internationale Festivaltitel ist Kids of Courage.
Begleitet wird die Serie von umfangreichem Informationsmaterial, das die Sender in ihren Netzauftritten bereitstellen, und einer Wanderausstellung, die in Berlin begann und in verschiedenen europäischen Städten zu sehen sein sollte.

## Handlung
Die Serie erzählt die Geschichten von Kindern, die in der Zeit des Nationalsozialismus aufwachsen und den Zweiten Weltkrieg miterleben. Es sind Kinder aus Deutschland, Polen, Frankreich, Großbritannien, Norwegen, der Sowjetunion und der Tschechoslowakei. Der zehnjährige Romek aus Polen versucht seine Familie aus dem Ghetto zu retten; Justus aus Deutschland, ein Fünfzehnjähriger, erlebt die Schrecken des Krieges als Kindersoldat an der sogenannten Heimatfront und die dreizehnjährige Sandrine aus Frankreich hilft dabei, jüdische Flüchtlinge aus Deutschland zu verstecken. Die Erzählung beginnt mit Anton aus Deutschland im Jahr 1938 und endet mit der Geschichte von Eva aus der Tschechoslowakei am Ende des Krieges im Frühjahr 1945.
Jede Folge besteht aus mehreren Erzählebenen: In Spielszenen wird die Geschichte eines Kindes im Krieg als „HeldInnenreise“ erzählt. Sie sind von historischen Aufnahmen aus der Zeit des Zweiten Weltkriegs flankiert, zu denen Kinderstimmen Auszüge aus Briefen oder Tagebüchern von Kindern lesen oder die Sprecherin historische Zusammenhänge erklärt. Dazwischen werden Szenen aus einer detailgetreuen Nachbildung der Handlungsorte und der Protagonisten eingeblendet. Sie dienen der emotionalen Entlastung der jungen Zuschauer. In der szenischen Darstellung werden Situationen aufgegriffen und im historischen Kontext gezeigt, die Kinder auch heute kennen. Damit werden die Kinderschicksale für das junge Publikum subjektiv nachvollziehbar und bieten Identifikationspotenzial. Das Archivmaterial wurde mit wissenschaftlicher Begleitung so ausgewählt, dass es für Kinder zwischen acht und zwölf Jahren angemessen ist.

## Folgen
| Nr. (ges.) | Nr. (St.) | Originaltitel                | Zusammenfassung | Erstausstrahlung Deutschland |
| ---------- | --------- | ---------------------------- | --- | ---------------------------- |
| 1          | 1         | Anton aus Deutschland        | Anton möchte 1938 unbedingt zur Hitlerjugend (HJ), weil alle seine Freunde auch schon dort sind. Sein Vater erlaubt ihm das nicht, weil er nicht möchte, dass die HJ aus ihm einen Nazi macht. Als er dann doch mitmachen darf, soll er seine Freundin Greta nicht mehr treffen, nur weil sie Jüdin ist. | 31. Aug. 2019                |
| 2          | 2         | Fritjof aus Norwegen         | Im Jahr 1940 wird Norwegen von den Deutschen besetzt und so kommt der Krieg auch in Fritjofs kleines Fischerdorf. Sein Vater zieht in den Krieg und deshalb muss Fritjof helfen, die Familie zu ernähren. Als der Junge eingesperrt wird, weil er den Deutschen seine Fische nicht geben will, bereitet sein Onkel die Flucht nach Schweden vor.                                                            | 31. Aug. 2019                |
| 3          | 3         | Sandrine aus Frankreich      | Sandrine ist die Tochter des Dorfpfarrers. Sie hilft ihm, jüdische Deutsche vor den Nazis zu verstecken. Sie muss ihr Zimmer und ihre Sachen mit den Geflüchteten teilen. Als ihr Vater verhaftet wird, will die Polizei, dass sie verrät, wo sich die Juden verstecken. Nur dann wird die Polizei ihn wieder freilassen.                                                                                   | 1. Sept. 2019                |
| 4          | 4         | Calum aus Schottland         | Calum will vom Krieg nichts wissen, denn er ist der Grund, warum sein Vater nicht bei seiner Familie ist; er dient weit weg bei der Britischen Luftwaffe. Der Junge geht lieber Äpfel stehlen, statt in die Schule zu gehen oder an Luftschutzübungen teilzunehmen. Doch dann wird seine Stadt von der deutschen Luftwaffe angegriffen.                                                                     | 1. Sept. 2019                |
| 5          | 5         | Romek aus Polen              | Romek muss in Polen mit seiner Familie in einem Ghetto leben. Die deutschen Soldaten haben es abgeriegelt, sodass es ein großes Gefängnis ist. Als er erfährt, dass alle Ghettobewohner in ein Arbeitslager gebracht und dort ermordet werden sollen, will er einen Weg finden, mit seiner Familie zu fliehen. Sein Freund Schlomo hilft ihm dabei.                                                         | 7. Sept. 2019                |
| 6          | 6         | Vera aus der Sowjetunion     | Vera wird 1942 von Stalingrad nach Kasachstan in ein Kinderheim gebracht. Sie fühlt sich verloren unter den anderen Waisenkindern, die alle darauf hoffen, bald neue Eltern zu bekommen. Doch Vera glaubt fest daran, dass ihre Mutter noch lebt, und sehnt sich nach ihr. | 7. Sept. 2019                |
| 7          | 7         | Justus aus Deutschland       | Der fünfzehnjährige Justus soll mit anderen Jungen eine Dorfstraße gegen die US-Armee „bis zum letzten Mann“ verteidigen. Er ist stolz, dass er endlich als Soldat Deutschland verteidigen darf. Doch als dann der echte Krieg in Form eines übermächtigen Gegners mit Panzern auftaucht, sind alle Heldenträume geplatzt und er muss entscheiden, ob er den Befehl zum Angriff oder zur Flucht geben soll. | 8. Sept. 2019                |
| 8          | 8         | Eva aus der Tschechoslowakei | Als das Waisenmädchen Eva 1945 im Konzentrationslager Auschwitz ankommt, findet es dort durch Zufall seine Freundin Renata, mit der es im KZ Theresienstadt zusammen musiziert hatte. Doch die hat allen Lebensmut verloren, weil die Bedingungen im Lager grauenhaft sind. Eva versucht mit aller Kraft, ihre Freundin am Leben zu halten. Die Musik gibt ihnen beiden Hoffnung.                           | 8. Sept. 2019                |

## Hintergrund
Die Folgen beruhen zum Großteil auf Tagebucheintragungen von Kindern aus verschiedenen europäischen Ländern in der Zeit des Nationalsozialismus. Auf dieser Grundlage entstanden acht Geschichten, an denen beispielhaft verschiedene Aspekte des Zweiten Weltkrieges thematisiert werden.

## Produktion
Die Serie wurde unter dem Arbeitstitel Der Krieg und ich – Kindheit im Zweiten Weltkrieg von LOOKSfilm, dem SWR, arte, der BBC und dem polnischen Toto Studio produziert. Die polnische Filmagentur Momakin zeichnete als ausführende Produzentin verantwortlich für die in der Serie gezeigte Miniaturwelt.
Die Entwicklung der Serie wurde medienpädagogisch vom Internationalen Zentralinstitut für das Jugend- und Bildungsfernsehen (IZI) und historisch vom Leibniz-Zentrum für Zeithistorische Forschung Potsdam begleitet. In enger Abstimmung mit einer Studienreihe des IZI wurde eine Erzählweise entwickelt, die Kindern ab acht Jahren den Zweiten Weltkrieg in Europa aus der Perspektive von Kindern verständlich macht, sie nicht überfordert und gleichzeitig historisch stimmig ist.
SWR und KiKA stellen ein umfassendes Begleitprogramm zur Serie in ihren Netzauftritten bereit, in dem beispielsweise Interviews mit Zeitzeuginnen und Zeitzeugen und Unterrichtsmaterial abgerufen werden kann.Sascha Feuchert, Leiter der Arbeitsstelle Holocaustliteratur an der Justus-Liebig-Universität Gießen, übernahm die didaktische Fachberatung für das Rahmenprogramm.

## Besetzung
Die Begleittexte aller Folgen werden in der deutschsprachigen Version von Petra Schmidt-Schaller gesprochen.
| Ep. | Rolle           | Schauspieler        |
| --- | --------------- | ------------------- |
| 1   | Anton           | Juri Gayed          |
| 1   | Greta           | Gwendolyn Göbel     |
| 1   | Vater           | Florian Lukas       |
| 1   | Rudi            | Ludger Bökelmann    |
| 2   | Fritjof         | Nils Sand Näslund   |
| 2   | Rikka           | Emilie Sand Näslund |
| 2   | Margit (Mutter) | Marianne Sand       |
| 2   | Ivar (Vater)    | Harald Näslund      |
| 2   | Onkel Arne      | Rune Temte          |
| 2   | SS-Soldat       | Thomas Arnold       |
| 2   | Soldat Müller   | Mike Hoffmann       |
| 3   | Sandrine Morel  | Mina Christ         |
| 3   | Catherine Morel | Marie-Lou Sellem    |
| 3   | Pastor Morel    | Jean-Luc Bubert     |
| 3   | Daniel          | Caspar Langer       |
| 3   | Deborah         | Rosalie Neumeister  |
| 3   | David           | Finnlay Berger      |
| 3   | Major Dubois    | Pascal Lalo         |
| 3   | Kurier          | Fabian Stumm        |
| 4   | Calum           | Ruairidh Harris     |
| 4   | Paul            | Callum Hoy          |
| 4   | Fiona (Mutter)  | Kathleen MacInnes   |

| Ep. | Rolle                | Schauspieler           |
| --- | -------------------- | ---------------------- |
| 4   | Herr Arthur          | Daibhidh Walker        |
| 5   | Romek                | Adam Halajczyk         |
| 5   | Schlomo              | Hubert Kolodziej       |
| 5   | Irena Kaminski       | Irena Kaminski         |
| 5   | Izak Krakowski       | Robert Mika            |
| 5   | Helena Krakowski     | Birgit Stauber         |
| 5   | Henryk (Judenrat)    | Bohdan Artur Świderski |
| 6   | Vera                 | Uljana Torkiani        |
| 6   | Tamara               | Christina Chorowska    |
| 6   | Mischa               | Ilja Bultmann          |
| 6   | Swetlana Valentinowa | Jelena Knyaseva-Schmal |
| 6   | Nazar Kunjanew       | Dimitri Bilov          |
| 7   | Justus               | Arved Friese           |
| 7   | Kurt                 | Anton Petzold          |
| 7   | Walter               | Elias Eisold           |
| 7   | Leutnant Weber       | Thomas M. Meinhardt    |
| 7   | Bäuerin              | Jutta Wachowiak        |
| 8   | Eva                  | Natálie Vágnerová      |
| 8   | Renata               | Katerina Coufalová     |
| 8   | Tomasz Dolinski      | Mateusz Dopieralski    |
| 8   | Hertha Kreissner     | Monika Oschek          |
| 8   | Bertha De Bruyn      | Dora Groothof          |

## Rezeption
Die Deutsche Film- und Medienbewertung (FBW) verlieh der Serie das Prädikat „besonders wertvoll“.  In der Jurybegründung heißt es, die Serie eigne sich „hervorragend für eine erste Begegnung eines kindlichen Publikums mit dem historischen Geschehen, ohne dabei nur einseitig informiert zu werden.“ Es sei der Serie hoch anzurechnen, dass sie auch drastische Momente wie Kriegshandlung, Tod, Deportation oder Konzentrationslager nicht nur andeute. Sie nähre das jugendliche Bildarchiv und steigere die Urteilsfähigkeit.

### Kritik
Manfred Riepe schreibt im katholischen Filmdienst, die Serie sei eine Gratwanderung, da die Macher einerseits die NS-Zeit kindgerecht vermitteln wollten, ohne zu verharmlosen, andererseits durften sie die Kinder aber nicht traumatisieren.
Das Neue Deutschland urteilt, es „bleibt […] der schale Eindruck zurück, die »Machtergreifung« der Nationalsozialisten werde als Geschichte einer Verführung erzählt, für die es zudem rationale Gründe - Armut, »nationale Demütigung« - gegeben haben soll. Im Zusammenklang mit den übrigen Folgen, die Kinder quer durch Europa »auf der anderen Seite« zeigen, scheint es kurz so, als solle Deutschland in eine gesamteuropäische Opfergeschichte hineinerzählt werden.“
Auch die Süddeutsche Zeitung schreibt, „fast jede der acht Episoden wartet mit einem Wendepunkt auf der die jeweilige Geschichte spannender und vielschichtiger macht. Dass es kaum richtige Drecksäcke in diesen filmischen Miniaturen gibt, ist wohl gleichfalls dem pädagogisch-optimistischen Prinzip der Serie geschuldet. Dadurch entsteht mitunter der Eindruck, dass Adolf Hitler das personifizierte Böse war, während die meisten anderen Deutschen da irgendwie reingeschlittert sind.“
Die Deutsche Film- und Medienbewertung lobte den Film: „Es werden ganz verschiedenen Lebensrealitäten und Konflikte aufgegriffen, immer jedoch konsequent aus der Sicht des Kindes erzählt. Die einzelnen Geschichten basieren dabei auf verschiedenen Tagebuchaufzeichnungen und Erinnerungen echter Menschen. Die Erzählhaltung ist ruhig, die Geschichten in sich geschlossen und stimmig auserzählt. So können auch schon junge Zuschauer der Handlung folgen, was durch die geschickte Verbindung aus Spielszenen, erklärenden Erläuterungen und Archivmaterial unterstützt wird. „Der Krieg und ich“ ist ein spannender, lehrreicher und berührender Einstieg in ein schwieriges Thema.“

### Auszeichnungen
- 2018: Walkiria (Silber)[4]
- 2018: Goldener Spatz (Erste Episode)[13]
- 2019: Der weiße Elefant, Kinder-Medienpreis für die beste TV-Produktion[14]
- 2020: Prix Jeunesse[15]
- 2020: Deutscher Hörfilmpreis, Kategorie Kinder- und Jugendfilm[16]
- 2020: Taiwan International Children’s Film Festival, Best TV/Web Program[17]

Nominierungen
- 2019: International Emmy Kids Award[18]
- 2019: BANFF Rockie Awards[19]
- 2019: Japan Prize[20]
- 2020: Grimme-Preis[21]

## Begleitende Wanderausstellung
In der Langen Nacht der Museen am 31. August 2019 eröffnete die Ausstellung Der Krieg und ich — Kriegskinder 1939-1945 auf dem Dorothea-Schlegel-Platz am S-Bahnhof Friedrichstraße. Die Wanderausstellung begleitet die Serie und besteht aus mehreren begehbaren Containern, in denen die Lebenswelten von Kriegskindern in Europa während des Zweiten Weltkrieges für Kinder ab acht Jahren interaktiv vermittelt werden.
Die Themenräume Anton aus Deutschland, 1939 und Sandrine aus Frankreich, 1943 zeigen die Kinderzimmer der Protagonisten aus der ersten und dritten Folge der Serie, deren Geschichten in einem Wechselspiel von Audio-Video-Installationen und der Möglichkeit des Benutzens und Anfassens von Objekten erlebbar gemacht werden. Der Themenraum Vera aus der Sowjetunion, 1942 / Kriegskinder auf der Flucht zeigt in Anlehnung an die sechste Folge die Lebenswelt von Vera und weiteren Kindern auf der Flucht.
In einem weiteren Container werden Hintergrundinformationen und ein Begleitprogramm aus Gesprächen mit Zeitzeuginnen, Lesungen, Buchvorstellungen, Interviews, Filmvorführungen und Vorträgen angeboten.
Bis Ende 2019 befand sich die Wanderausstellung in Berlin.  Es war geplant, sie anschließend in weiteren europäischen Städten zu zeigen.

## Verweise
- Der Krieg und ich in der ARD-Mediathek. Sendungsseite, abrufbar bis 3. November 2029
- Der Krieg und ich im SWR Kindernetz
- Der Krieg und ich bei LOOKSfilm
- Wie Kinder die Sendung  Der Krieg und ich verstehen, Rezeptionsstudie von Maya Götz und Andrea Höller (BR, PDF)
- Begleitmaterial zur Reihe im  „Wissenspool“ auf planet schule von WDR und SWR